# バーンナードゥーム郡
座標: 北緯8度53分6秒 東経99度18分36秒 / 北緯8.88500度 東経99.31000度
バーンナードゥーム郡（バーンナードゥームぐん）はタイ南部・スラートターニー県にある郡（アムプー）。

## 名称
バーンナードゥームとは「旧バーンナー」という意味である。昔郡の所在地がこの郡にありバーンナーと呼ばれていたことから来ている。なお、バーンナーとは「田んぼの村」という意味である。

## 歴史
郡の歴史はラムプーン郡（タイ北部のラムプーンとは綴りは同じだが違う。）の時代までさかのぼることができる。ラムプーン郡は19世紀後半、現在のスラートターニー県南部の広大な地域を管轄していた。元々7つタムボンがありタムボン・バーンナー、タムボン・タールア、タムボン・コープケープ、タムボン・トゥンタオ、タムボン・イパン、タムボン・プラセーン、タムボン・パノムであった。そのうち、タムボン・バーンナー（現在のバーンナードゥーム郡内）に郡庁があった。1899年ラムプーン郡の南部が切り取られプラセーン郡、パノム分郡となった。
元々、ラムプーン郡はナコーンシータンマラート県の管轄下にあったが、1906年、チャイヤー県（現・スラートターニー県）に移譲された。
1918年4月29日、郡庁がタムボン・バーンナー（現・バーンナードゥーム郡）にあったので、郡の名前はラムプーンからバーンナーへと変更された。しかし、1938年7月1日郡庁がタムボン・ナーサーンに移動したため、1939年4月20日にバーンナーからバーンナーサーンへと名称が変更された。
その後1976年4月15日バーンナーサーン郡からタムボン・バーンナーとタムボン・タールアが分離してバンナードゥーム分郡（キンアムプー）が成立した。その後、1982年8月15日、タムボン・タールアの一部がタムボン・サップタウィーとして分離、1983年7月1日、タムボン・バーンナーの一部がタムボン・ナーターイとして分離した。
1990年5月21日、分郡は郡（アムプー）へ昇格した。

## 地理
郡はターピー川の形成した平地にあり、郡内の主な水源は同河川およびラムプーン川である。
交通はタイ国鉄が通っている。また国道41号線が南北に通っており、南にパッタルン、北にプンピン方面と通じる。国道4178号線が東に延びておりバーンナーサーン方面とつながる。また国道4219号線が西に延びており国道4246号線とつながってバーンタークン方面とつながっている。

## 経済
郡内の主要な産業は農業で、パラゴムノキ、ランブータン、マンゴスチンなどが生産されている。

## 行政区分
郡は4のタムボンに分かれ、さらにその下位に30の村（ムーバーン）がある。自治体（テーサバーン）があり以下のようになっている。
- テーサバーンタムボン・バーンナー・・・タムボン・バーンナー、タムボン・ナーターイの一部。

また、郡内には4つのタムボン行政体（オンカーンボーリハーンスワンタムボン）がある。
| 1. タムボン・バーンナー・・・ตำบลบ้านนา 2. タムボン・タールア・・・ตำบลท่าเรือ 3. タムボン・サップタウィー・・・ตำบลทรัพย์ทวี 4. タムボン・ナーターイ・・・ตำบลนาใต้ | Map of Tambon |